# Stede Bonnet
Stede Bonnet (c. 1688- 10 de diciembre de 1718), también conocido como The Gentleman Pirate (El caballero pirata) por haber sido un terrateniente de moderada riqueza antes de introducirse en el mundo de la piratería, fue un pirata barbadense de principios del siglo XVIII.
Bonnet nació en una acomodada familia inglesa residente en la isla de Barbados y heredó el patrimonio familiar tras la muerte de su padre en 1694. En 1709 se casó con Mary Allamby y se involucró hasta cierto punto con la milicia. Debido a problemas matrimoniales, y a pesar de su falta de experiencia como marino, Bonnet decidió dedicarse a la piratería en el verano de 1717. Compró un barco de vela, el cual bautizó con el nombre de Revenge (Venganza), y viajó con su tripulación a lo largo de la costa este norteamericana, capturando navíos y quemando otros barcos barbadenses.
Bonnet se hizo a la mar rumbo a Nassau, Bahamas, pero resultó seriamente herido en route durante un encuentro con un navío de guerra español. Tras su llegada a Nassau, Bonnet conoció al famoso pirata Barbanegra. Incapaz de liderar a su tripulación, Bonnet cedió temporalmente el mando de su barco a Barbanegra. Antes de separarse en diciembre de 1717, Barbanegra y Bonnet capturaron y saquearon barcos mercantes que navegaban por la costa este norteamericana. Después de que Bonnet no consiguiera capturar al Protestant Caesar, su tripulación le abandonó para unirse a Barbanegra a bordo del Venganza de la Reina Ana. Bonnet se quedó en el barco de Barbanegra como invitado, y no volvió a capitanear una nave hasta el verano de 1718, cuando fue indultado por el gobernador de Carolina del Norte, Charles Eden, y obtuvo una patente de corso contra el comercio español. Bonnet estuvo tentado de retomar la piratería, pero no quería perder su indulto, así que adoptó el pseudónimo de "Capitán Thomas" y cambió el nombre de su barco por el de Royal James. Para julio de 1718 ya había vuelto a ser un pirata.   
En agosto de 1718 Bonnet ancló el Royal James en un estuario de Cape Fear River con el fin de repararlo. A finales de agosto el Coronel William Rhett, con la autorización del gobernador de Carolina del Sur, Robert Johnson, lideró una expedición naval contra los piratas emplazados en el río. Los hombres de Rhett y de Bonnet lucharon durante horas, pero los piratas, superados en número, acabaron rindiéndose. Rhett les arrestó y les llevó a Charleston a principios de octubre. Bonnet escapó el 24 de octubre, pero volvió a ser capturado en la Isla de Sullivan. El 10 de noviembre Bonnet fue llevado a juicio y declarado culpable de dos actos de piratería. El juez Nicholas Trott le sentenció a muerte. Bonnet escribió al gobernador Johnson pidiéndole clemencia, pero Johnson respaldó la decisión del juez, y Bonnet fue colgado en Charleston el 2 de diciembre de 1718.

## Biografía

### Vida anterior a la piratería
Se cree que Bonnet nació en 1688, dado que fue bautizado en la parroquia de Christ Church, en Barbados, el 29 de julio de 1688. Sus padres, Edward y Sarah Bonnet, eran dueños de un terreno de más de cuatrocientos acres al sureste de Bridgetown, el cual fue heredado por Bonnet tras la muerte de su padre en 1694. Se desconoce dónde recibió Bonnet su educación, pero muchos de los que le conocieron le describían como una persona amante de los libros, y el juez Nicholas Trott mencionó la educación liberal de Bonnet en la lectura de su sentencia. Bonnet se casó con Mary Allamby en Bridgetown el 21 de noviembre de 1709. Con ella tuvo tres hijos —Allamby, Edward y Stede— y una hija, Mary. Allamby murió antes de 1715, mientras que los demás niños vivieron para ver cómo su padre les abandonaba por la piratería.
En Historia general de los piratas, Charles Johnson escribió que Bonnet se dedicó a la piratería por las múltiples quejas de Mary y las "molestias que le encontró a la vida de casado".  
Los detalles acerca de la vida militar de Bonnet no están claros, pero tuvo el rango de mayor en la milicia de Barbados. Este rango probablemente se debió a su posesión de tierras, puesto que el evitar revueltas de esclavos era una misión importante de la milicia. El servicio de Bonnet en la milicia coincidió con la Guerra de Sucesión Española, pero no hay registros de que él participara en la lucha.

### Primeros años como pirata
Durante el verano de 1717 Stede Bonnet decidió convertirse en pirata, a pesar de no tener 
ninguna experiencia como marino. Compró una balandra de sesenta toneladas 
largas, la cual equipó con diez cañones y bautizó con el nombre de 
Revenge (Venganza). Esto no era usual, pues muchos piratas se hacían con su barco tras un motín o un abordaje, o bien convirtiendo un barco de corsarios en uno de piratas. Bonnet reclutó a una tripulación de más de setenta hombres. Confiaba en los conocimientos de navegación de su oficial y su contramaestre, cosa que provocó que su tripulación no le tuviera un gran respeto. Volviendo a apartarse de la tradición, Bonnet trató de ganarse la lealtad de sus hombres pagándoles un sueldo, en lugar de siguiendo el sistema pirata habitual, según el cual la única ganancia que recibía la tripulación era la correspondiente al botín saqueado.
El primer viaje de Bonnet le llevó a la costa de Virginia, cerca de la entrada de la bahía de Chesapeake, donde capturó y saqueó cuatro barcos, y quemó el navío barbadiano Turbet para que no llegaran noticias de sus fechorías a su isla de origen. Después navegó hacia el norte, hacia Nueva York, trayecto en el cual capturó dos barcos más, recogió provisiones y liberó a los cautivos en Gardiners Island. En agosto de 1717 Bonnet había vuelto a las Carolinas, donde atacó a otros dos barcos, un bergantín de Boston y una balandra de las Barbados. Despojó al bergantín, pero trajo la cargada balandra barbadense a un entrante cerca a Carolina del Norte, usándola para carenar y reparar la Revenge. La balandra barbadense fue desmontada para aprovechar su madera, y se quemó lo demás. En septiembre de 1717, Bonnet emplazó su curso hacia Nassau, en las Bahamas, en ese entonces un infame refugio de los piratas conocido como "República pirata" en la isla de Nueva Providencia. En tránsito, encontró, luchó y eludió a un navío de guerra español. Se dañó severamente la Revenge, Bonnet recibió una herida grave y se perdió la mitad de la tripulación de la balandra en esta batalla. Llegando a Nassau, Bonnet repuso los hombres perdidos y reacondicionó a la Revenge, añadiendo dos cañones al armamento de la balandra y así alcanzando un total de doce.

### Colaboración con Barbanegra
Mientras estaba en Nassau, Bonnet se encontró por primera vez con el capitán Benjamin Hornigold y con Edward Teach, más conocido como "Barbanegra". Éste tendría un papel importante en el resto de la vida de Bonnet. Incapacitado por sus heridas, Bonnet cedió el comando de la Venganza a Barbanegra, pero se quedó a bordo como huésped del capitán, más experimentado en la vida en el mar. Barbanegra y Bonnet levaron anclas y navegaron al norte, a la Bahía de Delaware, donde saquearon once barcos. El 29 de septiembre de 1717, la Venganza, comandada por Barbanegra, saqueó la balandra Betty, que llevaba un cargamento de vino de Madeira. El capitán Codd, cuyo barco mercantil fue robado el 12 de octubre, describió a Bonnet paseando por la cubierta en su ropa de dormir, sin responsabilidad alguna y aún debilitado por sus heridas.  La Venganza más tarde capturó y saqueó el Spofford y la Ninfa del Mar, que salían en ese momento de Filadelfia. El 22 de octubre, la Venganza detuvo y robó las provisiones del Roberto y el Intento Bueno.
Barbanegra y Bonnet salieron de la Bahía de Delaware y regresaron al Mar Caribe en noviembre, donde continuaron su piratería con éxito.  El 17 de noviembre, las dos embarcaciones piratas atacaron al Concorde, barco francés de 200 toneladas, a una distancia de casi 160 km de la isla de Martinica. El teniente a bordo dijo que una de las naves tenía 12 cañones y 120 hombres, y la otra ocho cañones y 30 hombres. La tripulación del Concorde resistió a los piratas, pero se rindió después de que los piratas los atacaran con "dos ráfagas de cañones y mosquetes".

## Cultura popular
Bonnet aparece representado en el juego Sid Meier's Pirates! y como personaje secundario en Assassin's Creed IV: Black Flag. En la literatura aparece como Stephen Bonnet en la saga de libros Outlander, de Diana Gabaldon, y tiene un capítulo dedicado a él en el libro Vidas imaginarias, escrito por Marcel Schwob.
Además, Stede Bonnet, interpretado por Rhys Darby, es el protagonista de la serie de comedia de HBO Max Our Flag Means Death, estrenada en marzo de 2022.